# Compétence d'attribution
En droit, la compétence d'attribution (latin : ratione materiae) énonce que telle matière relève du domaine de telle juridiction. 

## Droit français
Par exemple, l'article L213-4-5 du Code de procédure civile français énonce que tous les litiges survenant à la suite d'un crédit à la consommation en France sont de la compétence du juge des contentieux de la protection.

## Droit canadien

### Droit pénal canadien
En droit pénal canadien, les compétences d'attribution sont fixées par les articles 469, 553 et 536 (2)  du Code criminel. Pour connaître quel tribunal est compétent dans l'affaire en question, on regarde si l'infraction en cause fait partie de la liste des infractions exclusives de la Cour supérieure de l'article 469 C.cr. 
Si l'infraction en cause n'est pas dans la liste de l'art. 469 C.cr., on passe à l'article 553 C.cr., qui énonce une liste d'infractions de compétence absolue de la Cour du Québec. Le terme « compétence absolue » signifie que l'accusé ne peut pas choisir son tribunal s'il a commis ce genre d'infraction. Il est à noter que puisque la liste de l'art. 553 C.cr. énonce des infractions de compétence absolue de la Cour du Québec, il ne s'agit pas des infractions de compétence exclusive, donc la Cour supérieure aurait quand même le pouvoir de statuer sur les infractions de l'art. 553 C.cr., étant donné que l'art. 468 C.cr. énonce qu'elle est compétente pour juger un acte criminel.  
Si l'infraction en cause n'est ni dans la liste de l'art. 469 C.cr., ni dans la liste de l'art. 553 C.cr., le prévenu a un choix à faire en vertu de l'art. 536 (2) C.cr. Il peut d'abord choisir entre un juge de la Cour provinciale sans jury et sans enquête préliminaire.  En deuxième lieu, il peut choisir d'être jugé par un juge sans jury à la Cour du Québec. Le troisième choix possible est d'être jugé par un juge et un jury à la Cour supérieure. Si le prévenu ne fait pas de choix, il est réputé avoir choisi d'être jugé par un juge et un jury à la Cour supérieure. 
Sous certaines conditions, l'accusé peut revenir sur son choix, car il existe une procédure de ré-option à l'art. 561 C.cr.

### Droit privé québécois
En droit privé québécois, les compétences d'attribution sont énoncées aux articles 30 à 39 du Code de procédure civile du Québec. La Cour supérieure est le tribunal de droit commun, d'après l'art. 33 CPC. La Cour supérieure a une compétence générale de contrôle judiciaire, d'après l'art. 34 CPC, sauf lorsqu'une loi statutaire exclut la compétence de la Cour supérieure ou l'attribue à la Cour du Québec.  
D'après l'art. 35 CPC, la Cour du Québec a compétence pour les demandes dont le montant réclamé est inférieur à 85 000 $. Toutefois, selon un renvoi de la Cour d'appel, le montant de 85 000 $ est inconstitutionnel au sens l'art. 96 de la Loi constitutionnelle de 1867 et devrait être ramené dans une fourchette qui se situe entre 55 000 et 70 000 $. 
L'art. 37 CPC énonce que la Cour du Québec a une compétence exclusive en matière d'adoption en matière de garde dans les dossiers d'adoption et de protection de la jeunesse. La Cour du Québec a également une compétence exclusive pour les demandes de recouvrement d'un impôt foncier ou d'une taxe due à une municipalité ou à une commission scolaire, d'après l'art. 36 CPC. L'art. 38 CPC énonce que la Cour du Québec a une compétence exclusive pour les demandes relatives à la garde dans un établissement de santé ou de services sociaux en vue ou à la suite d'une évaluation psychiatrique.